# Assen
Assen – miasto i gmina w północno-wschodniej Holandii, na południe od Groningen. Jest stolicą prowincji Drenthe. Według spisu ludności gmina liczy 67 153 mieszkańców. Jej powierzchnia wynosi 83,45 km², a gęstość zaludnienia 820 os./km².
W mieście znajduje się stacja kolejowa Assen oraz Drents Museum w Assen.

## Miejscowości
Gmina składa się z kilkunastu miejscowości: Anreep, Assen, De Haar, Graswijk, Loon, Rhee, Schieven, Ter Aard, Ubbena, Witten, Zeijerveen, Zeijerveld.

## Historia
Miasto założone zostało w 1258 roku wokół klasztoru cystersów. W okolicy Assen znajdują się grobowce celtyckie i germańskie.
Miasto stanowi znaczne skupisko imigrantów (gł. Molukańczyków). 
Obecnie w Assen istnieje rozwinięty przemysł odzieżowy, papierniczy, spożywczy (wytwórnie konserw) oraz poligraficzny.

## Muzeum
- Drents Museum w Assen

## Demografia
| Rok  | Liczba ludności |
| ---- | --------------- |
| 2006 | 63 403          |
| 2003 | 60 735          |
| 1971 | 40 471          |
| 1951 | 26 313          |

## Sport
- Tor wyścigowy dla samochodów i motocykli - TT Circuit Assen.
- W latach 1971–2016 co roku na torze lodowym odbywały się finały Indywidualnych Mistrzostw Świata w Ice Speedwayu

Z Assen pochodzi Inge Dekker, holenderska pływaczka.

## Współpraca
- Poznań
- Bad Bentheim
- Naledi